# Fassale
Fassale este o comună din Regiunea Hodh Ech Chargui, Mauritania, cu o populație de 10.982 locuitori.